# Karl Molitor (Politiker)
Karl Molitor (* 20. August 1883 in Hanau; † 26. August 1953 in Hanau) war Oberbürgermeister in Hanau und Unternehmer.

## Leben
Karl Molitor wurde als Sohn einer Goldarbeiterfamilie geboren und war Soldat im Ersten Weltkrieg. Seit 1920 war er als Großvertreter im Schuhwarenhandel tätig. Er war Mitinhaber der Hanauer Filiale der „Mitteldeutschen Schuhgesellschaft“ Molitor & Kämmerer. Politisch betätigte er sich als Mitglied der Deutschen Demokratischen Partei (DDP). Nach dem Zweiten Weltkrieg wurde Molitor von der US-Militäradministration am 6. Juli 1945 als kommissarischer Oberbürgermeister der Stadt Hanau bestellt und übte dieses Amt neun Monate lang aus bis zum 24. April 1946 aus. Er erwarb sich Verdienste um die Enttrümmerung des völlig zerstörten Stadtgebietes. In seiner Amtszeit wurde der „Hanauer Ehrendienst“ unter Leitung von Philipp Daßbach zur Schuttbeseitigung eingerichtet. Er verstarb am 26. August 1953 in Hanau und wurde auf dem Hanauer Hauptfriedhof beigesetzt.